# Uranotaenia subnormalis
Uranotaenia subnormalis är en tvåvingeart som beskrevs av Friedrich Wilhelm Martini 1920. Uranotaenia subnormalis ingår i släktet Uranotaenia och familjen stickmyggor. Inga underarter finns listade i Catalogue of Life.